# Tupolev Tu-28
Tupolev Tu-28 (Tên hiệu NATO 'Fiddler') được Liên bang Xô viết phát triển trong thập niên 1960 với vai trò máy bay đánh chặn tầm xa. Cũng được gọi là Tu-128, đây vẫn là loại máy bay tiêm kích lớn nhất thế giới.

## Thiết kế và phát triển
Năm 1955 lực lượng Phòng không Xô viết đã đưa ra đề xuất về một loại máy bay đánh chặn tầm xa để bảo vệ lãnh thổ của Liên bang xô viết, một lãnh thổ rộng lớn tới mức thậm chí đối với một nền kinh tế hùng mạnh hơn cũng không có khả năng đáp ứng đầy đủ nhu cầu về các căn cứ không quân cho mục đích phòng không. Để có được tầm hoạt động và khả năng mang theo radar mạnh cũng như các loại tên lửa không đối không, Tupolev đã phát triển một loại máy bay tương tự máy bay ném bom Tu-105 (Tu-22). Chiếc máy bay phát triển Tu-102 lần đầu tiên cất cánh năm 1959, và phiên bản hoạt động đầu tiên, chiếc Tu-28P ('Fiddler-A'), đi vào sản xuất năm 1963. Nó đã được thay thế trong sản xuất bởi phiên bản cuối cùng là Tu-128 ('Fiddler-B').
Dựa trên chiếc máy bay ném bom siêu âm Tu-98 không thành công trước đó, chiếc máy bay này có cánh nghiêng rộng, là nơi chứa bộ bánh đáp chính và thẳng trục với cánh ngang đuôi. Hai động cơ tuốc bin phản lực Lyulka AL-7F-2 được lắp trong thân. Không giống như chiếc Tu-22, Tu-18 không có khoang vũ khí trong. Vũ khí được treo trên các mấu cứng và thân được dùng làm bình chứa nhiên liệu vĩ đại. Tu-28P có tổ lái hai người ngồi dọc, với buồng lái riêng biệt.
Tu-102 được các chuyên gia phương tây cho là có radar lớn ở khoang bụng, nhưng chỗ phồng ở bụng chiếc máy bay này thực tế là nơi chứa thiết bị/dụng cụ thử nghiệm. Phiên bản sản xuất Tu-28P có mái che radar lớn cho một radar band I, được gọi là 'Smerch' (Tornado; (Tên hiệu NATO 'Big Nose'), với tầm thám sát 50 km (31 dặm) và tầm khóa khoảng 40 km (25 dặm). Dù radar có khả năng như vậy, chiếc máy bay này vẫn phụ thuộc vào đánh chặn điều khiển mặt đất để hướng phi công tới mục tiêu. Những năm sau này nó thường hoạt động cùng chiếc máy bay Tu-126 AEW. Khi hoạt động với chức năng đánh chặn chuyên biệt Tu-28P hầu như không có ECM hay các hệ thống điện tử phòng vệ, thậm chí cả thiết bị nhận cảnh báo radar (RWR) như những chiếc đánh chặn nhỏ hơn của Sukhoi.
Tu-28 là chiếc máy bay đánh chặn chuyên biệt, và với chất tải cánh cao, các hệ thống điện tử không phức tạp, tầm quan sát kém, cũng như trọng lượng thấp, rõ ràng nó không phải là một chiếc máy bay nhanh nhẹn. Chủ yếu nó được dự định cho vai trò chiến đấu với những máy bay ném bom của NATO như B-52, chứ không phải chiến đấu hỗn loạn với các loại máy bay chiến đấu nhỏ hơn.
Trang bị vũ khí trên chiếc Tu-28 gồm bốn tên lửa không đối không Bisnovat R-4 (Tên hiệu NATO AA-5 'Ash'), thường là hai tên lửa R-4R điều khiển radar bán tự động và hai tên lửa R-4T điều khiển hồng ngoại, với SARH trên các mấu cứng ngoài và bộ phận dò tìm hồng ngoại ở mấu cứng trong. Dù những tên lửa đó đã lỗi thời, rõ ràng chúng chưa bao giờ được thay thế bằng các loại vũ khí mới.
Việc sản xuất Tu-128 chấm dứt năm 1970 với tổng cộng 188 chiếc được chế tạo. 10 huấn luyện nữa được sản xuất năm 1971 và 4 chiếc được chuyển đổi từ các máy bay chiến đấu, tên định danh Tu-128UT, với một buồng lái nữa ở phía trước buồng lái thông thường, tại vị trí radar. Các dự án nâng cấp, tên định danh Tu-138 và Tu-148 do phòng thiết kế đặt, đã bị hủy bỏ từ khá sớm.

## Lịch sử hoạt động

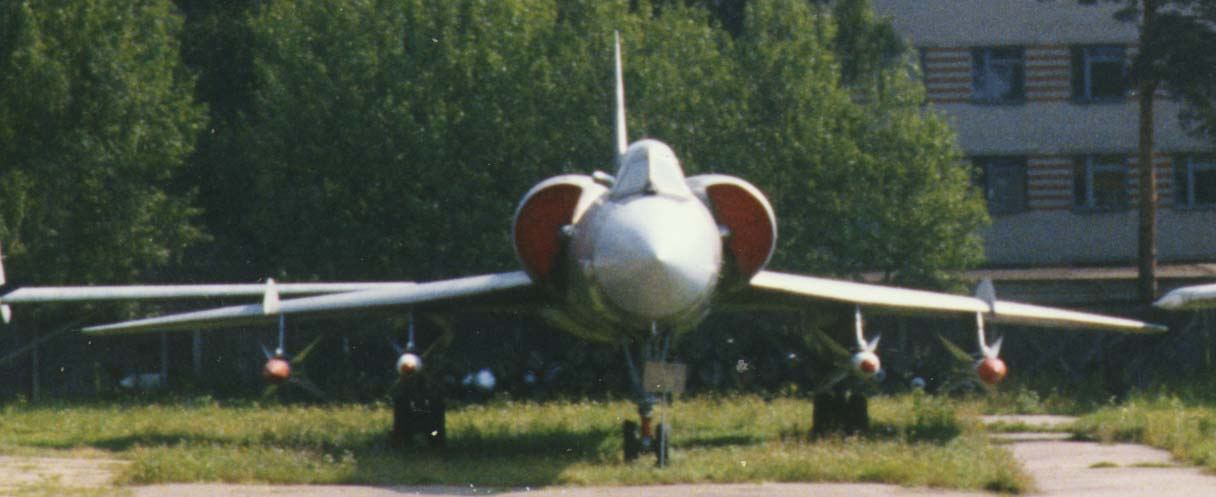
Nguyên mẫu Tu-128

Chiến dịch chiến đấu duy nhất của Tu-28 được thông tin công khai là việc phá hủy các khí cầu trinh sát của NATO, nhưng các phi vụ ngăn chặn trinh sát và gián điệp nói chung không được thông báo, có thể có nhiều vụ việc không bao giờ được tiết lộ.
Hai phần ba trong tất cả những chiếc máy bay đã được chế tạo vẫn hoạt động trong thập niên 1980. Tu-128 dần bị loại bỏ nhường chỗ cho các loại máy bay khác hiện đại hơn như MiG-31, dù một số chiếc có thể vẫn được giữ lại cho tới tận năm 1992.

## Biến thể
Tu-102
Máy bay phát triển thử nghiệm, một chiếc đã được chế tạo.
Tu-28P ('Fiddler-A')
Biến thể sản xuất đầu tiên.
Tu-128 ('Fiddler-B')
Phiên bản sản xuất.
Tu-128UT
Phiên bản huấn luyện với buồng lái phụ phía trước buồng lái bình thường của phi công, tại vị trí đặt radar. 10 chiếc đã được chế tạo và 4 được chuyển đổi từ các máy bay chiến đấu.
Tu-138
Dự án nâng cấp, đã bị huỷ bỏ nhường chỗ cho những bản thiết kế khác.
Tu-148
Dự án nâng cấp, đã bị huỷ bỏ nhường chỗ cho những bản thiết kế khác.

## Bên sử dụng
Liên Xô
- Phòng không Xô viết

## Đặc điểm kỹ thuật (Tu-128)

### Đặc điểm chung
- Phi đội: hai người phi công và sĩ quan radar
- Chiều dài: 27.2 m (89 ft 4 in)
- Sải cánh: 18.1 m (59 ft 5 in)
- Chiều cao: 7.0 m (23 ft)
- Diện tích cánh: 80 m² (861 ft²)
- Trọng lượng rỗng: 24.500 kg (54.000 lb)
- Trọng lượng chất tải: 40.000 kg (88.200 lb)
- Trọng lượng cất cánh tối đa: kg (lb)
- Động cơ: 2 động cơ tuốc bin phản lực Lyulka AL-7F-2, 107.9 kN (24.300 lbf) mỗi chiếc

### Đặc điểm bay
- Tốc độ tối đa: Mach 1.65 ở độ cao lớn (1.740 km/h, 1.089 mph)
- Tầm hoạt động: 3.200 km (2.000 mi)
- Trần bay: 18.000 m (59.100 ft)
- Tốc độ lên: 125 m/s (24.600 ft/min)
- Chất tải cánh: 500 kg/m² (102 lb/ft²)
- Lực đẩy/Trọng lượng: 0.55

### Trang bị vũ khí
- Tên lửa: 4× tên lửa không đối không Bisnovat R-4 (thường là hai tên lửa điều khiển radar R-4R và hai tên lửa dẫn đường hồng ngoại R-4T)

## Chủ đề liên quan
- Liên quan
  - Tupolev Tu-22
  - Tupolev Tu-98
- Máy bay tương tự
  - Lavochkin La-250
  - Mikoyan-Gurevich MiG-25
  - Mikoyan MiG-31
  - Sukhoi Su-15
  - Yakovlev Yak-28
  - F-101 Voodoo
  - F-106 Delta Dart
  - F-14 Tomcat
  - Avro Arrow
- Dãy
  - Tupolev: Tu-96 - Tu-98 - Tu-99 - Tu-102 - Tu-103 - Tu-104 - Tu-105
  - Không quân Xô viết: Tu-22 - Tu-24 - Tu-26 - Tu-28
- Xem thêm
  - Danh sách máy bay chiến đấu
  - Danh sách máy bay quân sự Liên bang Xô viết và CIS